# Coronel Freitas
Coronel Freitas est une ville brésilienne située dans la mésorégion Ouest de Santa Catarina, dans l'État de Santa Catarina.

## Géographie
Coronel Freitas se situe par une latitude de 26° 54′ 32″ sud et par une longitude de 52° 42′ 11″ ouest, à une altitude de 375 mètres. Sa population était de 10 213 habitants au recensement de 2010. La municipalité s'étend sur 234 km2.
Elle fait partie de la microrégion de Chapecó, dans la mésorégion Ouest de Santa Catarina.

## Villes voisines
Coronel Freitas est voisine des municipalités (municípios) suivantes :
- Águas Frias
- Chapecó
- Cordilheira Alta
- Lajeado Grande
- Marema
- Nova Erechim
- Nova Itaberaba
- Quilombo
- União do Oeste
- Xaxim